# Ljubezni Blanke Kolak
Ljubezni Blanke Kolak je slovenski dramski film iz leta 1987 v režiji Borisa Jurjaševiča po scenariju Diane Martinec. Blanka se kmalu po koncu druge svetovne vojne poroči s političnim veljakom Pavletom, ki ga zaprejo na Goli otok. Med njegovo odsotnostjo skupaj z Lacom odpre fotografski studio, a se izkaže za prevaranta. Film je bil nagrajen na Puljskem filmskem festivalu za kostumografijo (Milena Kumar) in glasbo (Janez Gregorc).

## Igralci
- Andrej Arnol
- Tone Bertoncelj
- Peter Bostjančič kot Laco
- Zvonko Čoh
- Bogdan Diklič kot Loko
- Ratko Divjak
- Štefan Florijan
- Mira Furlan kot Blanka
- Lojze Gerden
- Maja Gerden
- Teja Glažar kot Cita
- Nino de Gleria
- Zvone Hribar kot Luka
- Katarina Klemenc kot Jelena
- Boris Kralj kot Bomberg
- Vlado Kreslin
- Milko Lazar
- Danko Ljustina kot minister
- Zvezdana Mlakar kot Anica
- Mija Možina
- Desa Muck kot Napovedovalka
- Mustafa Nadarević kot Pavel
- Vlado Novak kot napovedovalec
- Volodja Peer kot šofer
- Miro Podjed
- Radko Polič kot Tomo
- Majda Potokar kot Teta
- Breda Pugelj
- Drago Razboršek
- Aleš Rendla
- Dušanka Ristić
- Jožef Roposa kot natakar
- Danijel Šmon
- Silvester Stingl
- Brane Štrukelj
- Mira Učak
- Janez Učakar
- Pero Ugrin
- Irena Zubalič
- Štefan Žvižej